# Сийи, Франсуа де
Франсуа де Сийи (фр. François de Silly; ум. 19 января 1628), герцог де Ларошгийон — французский аристократ.

## Биография
Сын Анри де Сийи, графа де Ларошгийона, и Антуанетты де Пон, маркизы де Гершвиль.
Граф де Ларошгийон, дамуазо де Коммерси, маркиз де Гершвиль, и прочее.
31 декабря 1619 был пожалован в рыцари орденов короля.
Жалованной грамотой Людовика XIII, данной в Париже в январе 1621, графство Ларошгийон было возведено в ранг герцогства-пэрии для Франсуа и его мужского потомства, но это пожалование не было зарегистрировано Парламентом.
В апреле 1626 утвержден в должности главного волчатника Франции, которую занимал с 1615 года. Умер во время осады Ла-Рошели. Погребен в церкви Ла-Рош-Гийона под надгробием работы Никола Гийена.

## Семья
Жена: Катрин Жиллона де Гойон-Матиньон (1.05.1601—?), дочь Шарля де Гойон-Матиньона, графа де Ториньи, и Элеоноры д'Орлеан-Лонгвиль. Брак бездетный
После смерти Франсуа его мать выкупила права на Ла-Рош-Гийон у его вдовы и кузенов и передала в наследство своему сыну от второго брака Роже дю Плесси-Лианкуру.